# Buzz (álbum de Autograph)
Buzz es un álbum de la banda de Hard rock Autograph.  Cuenta con un solo miembro original en el grupo Steve Plunkett (Cantante principal y guitarra rítmica desde los inicios). Steve decidió hacer un estilo de música más pesado, sin tantos teclados, recibiendo  buenos comentarios por parte de los fanes.

## Lista de canciones
| N.º | Título                  | Duración |  |
| 1.  | «Break A Sweat»         |          |  |
| 2.  | «Shake The Tree»        |          |  |
| 3.  | «She's The Reason»      |          |  |
| 4.  | «Fed Up with Bein down» |          |  |
| 5.  | «That»                  |          |  |
| 6.  | «Party Like We did»     |          |  |
| 7.  | «Buzz»                  |          |  |
| 8.  | «Like It Hot»           |          |  |
| 9.  | «Heart Raper»           |          |  |
| 10. | «Can't Stop Rockin'»    |          |  |

- Datos: Q3647786